# Rhodophiala chilensis
Rhodophiala chilensis là một loài thực vật có hoa trong họ Amaryllidaceae. Loài này được (L'Hér.) Traub miêu tả khoa học đầu tiên năm 1953.